# La belle de Cadix
La belle de Cadix è un film del 1953 diretto da Raymond Bernard e Eusebio Fernández Ardavín.

## Distribuzione
Il film è stato distribuito in Francia a partire dal 24 dicembre 1953.